# Theodor Brauner
Theodor Brauner (ur. 24 grudnia 1867 w Schwenningdorf, zm. ok. 1946 w Halberstadt) – niemiecki duchowny staroluterański, superintendent generalny Kościoła Ewangelicko-Luterańskiego w Polsce Zachodniej a w czasie okupacji hitlerowskiej superintendent generalny Kościoła Ewangelicko-Luterańskiego Narodowości Niemieckiej w Zachodnim Kraju Warty.

## Życiorys
W 1892 objął stanowisko duszpasterskie w Berlinie, a kilka miesięcy później w Bydgoszczy. Ordynację otrzymał w 1894, a w 1896 został pastorem w Nakle. Od 1925 pracował w Toruniu. W 1932 w Rogoźnie wybrano go na zastępcę superintententa Kościoła Ewangelicko-Luterskiego w Polsce Zachodniej. Od 1 maja 1935 czyli momentu przejścia na emeryturę superintendenta Reinhold Büttnera był faktycznym zwierzchnikiem tego Kościoła w II Rzeczypospolitej. Po utworzeniu 16 listopada 1939 Kościoła Ewangelicko-Luterańskiego Narodowości Niemieckiej w Zachodnim Kraju Warty (Evangelisch-lutherischen Kirche deutscher Nationalitaet im Warthegau-West) został jego superintendentem generalnym i funkcję tę pełnił do końca rządów III Rzeszy na tym terenie. Ewakuował się w głąb Niemiec przed wkraczającymi oddziałami Armii Czerwonej.

## Literatura
- Brauner Theodor, [w:] Kto był kim w Drugiej Rzeczypospolitej, red. Jacek M. Majchrowski, Warszawa 1994 ISBN 83-7066-569-1, s. 185.